# يونغ (أستراليا)
يونغ هي بلدة في أستراليا، تقع في يونغ شاير، ونيوساوث ويلز، هي عاصمة يونغ شير وHilltops Council ‏ بلغ عدد سكانها 10,295  نسمة وذلك حسب إحصائيات سنة 2016، رمزها البريدي هو 2594.

## المناخ
يظهر الجدول التالي التغييرات المناخية على مدار السنة ليونغ:
| البيانات المناخية لـيونغ          | البيانات المناخية لـيونغ | البيانات المناخية لـيونغ | البيانات المناخية لـيونغ | البيانات المناخية لـيونغ | البيانات المناخية لـيونغ | البيانات المناخية لـيونغ | البيانات المناخية لـيونغ | البيانات المناخية لـيونغ | البيانات المناخية لـيونغ | البيانات المناخية لـيونغ | البيانات المناخية لـيونغ | البيانات المناخية لـيونغ | البيانات المناخية لـيونغ |
| الشهر                             | يناير                    | فبراير                   | مارس                     | أبريل                    | مايو                     | يونيو                    | يوليو                    | أغسطس                    | سبتمبر                   | أكتوبر                   | نوفمبر                   | ديسمبر                   | المعدل السنوي            |
| --------------------------------- | ------------------------ | ------------------------ | ------------------------ | ------------------------ | ------------------------ | ------------------------ | ------------------------ | ------------------------ | ------------------------ | ------------------------ | ------------------------ | ------------------------ | ------------------------ |
| الدرجة القصوى °م (°ف)             | 43.5 (110.3)             | 43.0 (109.4)             | 38.6 (101.5)             | 32.6 (90.7)              | 25.4 (77.7)              | 21.9 (71.4)              | 19.9 (67.8)              | 23.6 (74.5)              | 30.8 (87.4)              | 34.4 (93.9)              | 42.1 (107.8)             | 41.1 (106.0)             | 43.5 (110.3)             |
| متوسط درجة الحرارة الكبرى °م (°ف) | 31.8 (89.2)              | 30.5 (86.9)              | 27.2 (81.0)              | 22.7 (72.9)              | 17.8 (64.0)              | 13.9 (57.0)              | 12.8 (55.0)              | 14.6 (58.3)              | 17.9 (64.2)              | 22.1 (71.8)              | 26.1 (79.0)              | 29.2 (84.6)              | 22.2 (72.0)              |
| متوسط درجة الحرارة الصغرى °م (°ف) | 14.7 (58.5)              | 14.7 (58.5)              | 11.3 (52.3)              | 6.6 (43.9)               | 3.3 (37.9)               | 2.3 (36.1)               | 0.9 (33.6)               | 1.3 (34.3)               | 3.0 (37.4)               | 5.3 (41.5)               | 9.3 (48.7)               | 11.9 (53.4)              | 7.1 (44.7)               |
| أدنى درجة حرارة °م (°ف)           | 1.4 (34.5)               | 2.3 (36.1)               | 0.4 (32.7)               | −4.1 (24.6)              | −5.8 (21.6)              | −6.1 (21.0)              | −7.0 (19.4)              | −6.5 (20.3)              | −5.5 (22.1)              | −4.7 (23.5)              | −2.4 (27.7)              | −0.2 (31.6)              | −7.0 (19.4)              |
| الهطول مم (إنش)                   | 40.7 (1.60)              | 50.6 (1.99)              | 46.6 (1.83)              | 31.7 (1.25)              | 40.5 (1.59)              | 61.6 (2.43)              | 59.7 (2.35)              | 51.1 (2.01)              | 52.4 (2.06)              | 45.6 (1.80)              | 64.0 (2.52)              | 57.9 (2.28)              | 602.4 (23.71)            |
| متوسط أيام هطول الأمطار           | 6.9                      | 7.3                      | 6.8                      | 5.7                      | 9.8                      | 14.7                     | 17.5                     | 14.8                     | 11.3                     | 9.1                      | 8.5                      | 7.2                      | 119.6                    |
| Average afternoon رطوبة نسبية (%) | 31                       | 34                       | 35                       | 40                       | 51                       | 63                       | 63                       | 55                       | 51                       | 44                       | 38                       | 31                       | 45                       |
| المصدر:                           |                          |                          |                          |                          |                          |                          |                          |                          |                          |                          |                          |                          |                          |

## أعلام
- دونالد تشالمرز
- جيم وليامز
- توماس كولينز
- كريغ أيه ميلر
- بيرت هوبكينز
- ناثان ليون